# Ринтхайм
Ринтха́йм (нем. Rintheim) — район города Карлсруэ. Расположен между автомагистралью A5 на востоке и городскими районами Хагсфельд на севере и Остштадт на западе.
В Ринтхайме находятся Технологический парк Карлсруэ, многие интернет-центры и фирмы, работающие с высокими технологиями.

## История
Впервые Ринтхайм был документально упомянут 15 августа 1110 года как «Ринтдам» («Rintdam»). В 1275 году город перешёл во владение Гётезауэрского монастыря, а после 1451 года оказался под управлением Дурлаха. В 1749 году была построена ратуша Ринтхайма и в 1770 году школа, которая переехала в 1827 году в новое здание.
5 ноября 1871 года после годового строительства открылась евангелическая церковь. До этого евангелическое население должно было посещать богослужения в соседнем Хагсфельде.
С 1 января 1907 года город Ринтхайм и городская община Ринтхайма включены в состав города Карлсруэ.

## Экономика и инфраструктура
Ринтхайму принадлежит трамвайное сообщение, соединяющее с другими районами Карлсруэ и на востоке автомобильная магистраль федерального значения А5. Имеются начальная школа, средняя школа и старшая ступень народной школы, реальное училище, а также школа на Вайнвег, школа для слабовидящих.